# Lorrez-le-Bocage-Préaux
Lorrez-le-Bocage-Préaux és un municipi francès, situat al departament de Sena i Marne i a la regió de Illa de França. L'any 2007 tenia 1.249 habitants.
Forma part del cantó de Nemours, del districte de Fontainebleau i de la Comunitat de comunes Gâtinais-Val de Loing.

## Demografia

### Població
El 2007 la població de fet de Lorrez-le-Bocage-Préaux era de 1.249 persones. Hi havia 484 famílies, de les quals 124 eren unipersonals (36 homes vivint sols i 88 dones vivint soles), 132 parelles sense fills, 176 parelles amb fills i 52 famílies monoparentals amb fills.
La població ha evolucionat segons el següent gràfic:
Habitants censats

### Habitatges
El 2007 hi havia 627 habitatges, 494 eren l'habitatge principal de la família, 83 eren segones residències i 50 estaven desocupats. 537 eren cases i 87 eren apartaments. Dels 494 habitatges principals, 327 estaven ocupats pels seus propietaris, 144 estaven llogats i ocupats pels llogaters i 23 estaven cedits a títol gratuït; 9 tenien una cambra, 31 en tenien dues, 66 en tenien tres, 138 en tenien quatre i 249 en tenien cinc o més. 307 habitatges disposaven pel capbaix d'una plaça de pàrquing. A 224 habitatges hi havia un automòbil i a 232 n'hi havia dos o més.

### Piràmide de població
La piràmide de població per edats i sexe el 2009 era:
| Homes | Edats   | Dones |
| ----- | ------- | ----- |
| 0     | 95 o +  | 0     |
| 4     | 90 a 94 | 4     |
| 16    | 85 a 89 | 9     |
| 11    | 80 a 84 | 14    |
| 6     | 75 a 79 | 24    |
| 17    | 70 a 74 | 9     |
| 22    | 65 a 69 | 32    |
| 15    | 60 a 64 | 28    |
| 25    | 55 a 59 | 9     |
| 63    | 50 a 54 | 49    |
| 39    | 45 a 49 | 55    |
| 46    | 40 a 44 | 42    |
| 53    | 35 a 39 | 64    |
| 27    | 30 a 34 | 52    |
| 39    | 25 a 29 | 44    |
| 44    | 20 a 24 | 16    |
| 52    | 15 a 19 | 53    |
| 70    | 10 a 14 | 63    |
| 50    | 5 a 9   | 36    |
| 31    | 0 a 4   | 23    |

## Economia
El 2007 la població en edat de treballar era de 834 persones, 617 eren actives i 217 eren inactives. De les 617 persones actives 555 estaven ocupades (291 homes i 264 dones) i 61 estaven aturades (32 homes i 29 dones). De les 217 persones inactives 63 estaven jubilades, 87 estaven estudiant i 67 estaven classificades com a «altres inactius».

### Ingressos
El 2009 a Lorrez-le-Bocage-Préaux hi havia 500 unitats fiscals que integraven 1.313,5 persones, la mediana anual d'ingressos fiscals per persona era de 18.612 €.

### Activitats econòmiques
Dels 62 establiments que hi havia el 2007, 1 era d'una empresa extractiva, 1 d'una empresa alimentària, 7 d'empreses de fabricació d'altres productes industrials, 9 d'empreses de construcció, 10 d'empreses de comerç i reparació d'automòbils, 5 d'empreses de transport, 3 d'empreses d'hostatgeria i restauració, 1 d'una empresa d'informació i comunicació, 1 d'una empresa financera, 2 d'empreses immobiliàries, 7 d'empreses de serveis, 12 d'entitats de l'administració pública i 3 d'empreses classificades com a «altres activitats de serveis».
Dels 21 establiments de servei als particulars que hi havia el 2009, 1 era una oficina d'administració d'Hisenda pública, 1 gendarmeria, 1 oficina de correu, 1 una oficina bancària, 4 tallers de reparació d'automòbils i de material agrícola, 4 lampisteries, 1 electricista, 1 empresa de construcció, 2 perruqueries, 1 veterinari, 3 restaurants i 1 agència immobiliària.
Dels 4 establiments comercials que hi havia el 2009, 1 era una botiga de més de 120 m², 1 una botiga de menys de 120 m², 1 una fleca i 1 una sabateria.
L'any 2000 a Lorrez-le-Bocage-Préaux hi havia 14 explotacions agrícoles que ocupaven un total de 1.716 hectàrees.

## Equipaments sanitaris i escolars
L'únic equipament sanitari que hi havia el 2009 era una farmàcia.
El 2009 hi havia 1 escola maternal integrada dins d'un grup escolar amb les comunes properes formant una escola dispersa i 1 escola elemental integrada dins d'un grup escolar amb les comunes properes formant una escola dispersa. Lorrez-le-Bocage-Préaux disposava d'un col·legi d'educació secundària amb 526 alumnes.

## Poblacions més properes
El següent diagrama mostra les poblacions més properes.